# Gena Rowlands
Virginia Cathryn "Gena" Rowlands (født 19. juni 1930, død 14. august 2024) var en fire gange Emmy og dobbelt Golden Globe-vindende amerikansk skuespiller. Hun var kendt for sit samarbejde med sin afdøde ægtemand John Cassavetes. De indspillede sammen ti film, heriblandt En kvinde under indflydelse (1974) og Gloria (1980), som indbragte hende to nomineringer til en Oscar for bedste kvindelige hovedrolle. Hun vandt også Sølv Bjørnen for bedste skuepillerinde for Opening Night (1977). I november 2015 modtog Rowlands en Æres-Oscar i anerkendelse af hendes unikke skuespil.

## Opvækst
Rowlands blev født som Virginia Cathryn Rowlands den 19. juni 1930 i Madison, Wisconsin. Hendes mor, Mary Allen (født Neal), var en husmor, der senere arbejdede som skuespiller under scenenavnet Lady Rowlands.  Hendes far, Edwin Myrwyn Rowlands, var bankmand og statslovgiver. Han var medlem af Wisconsin Progressive Party, og var af walisisk afstamning. Hun havde en bror, David Rowlands.
Hendes familie flyttede til Washington, D.C., i 1939, da Edwin blev udnævnt til en stilling i United States Department of Agriculture; senere til Milwaukee, Wisconsin, i 1942, da han blev udnævnt til filialchef for Office of Price Administration og senere flyttet til Minneapolis, Minnesota. Fra 1947 til 1950, gik hun på University of Wisconsin, hvor hun var en populær elev og allerede kendt for sin skønhed. På college var hun medlem af Kappa Kappa Gamma. Hun tog til New York City for at studere drama på American Academy of Dramatic Arts.

## Karriere

### Tidlige roller
I begyndelsen af 1950'erne optrådte Rowlands med et teaterkompagni og på Provincetown Playhouse. Hun gjorde sin Broadway debut i Den søde kløe og turnerede i en national produktion af stykket. Rowlands spillede sammen med Paul Stewart i tv-serien Top Secret, og hun medvirkede tv-serier som Robert Montgomery Presents, Appointment with Adventure, Kraft Television Theatre og Studio One. I 1956 medvirkede hun i Midt i natten overfor Edward G. Robinson. Hun optrådte sammen med sin mand John Cassavetes i en episode (Fly Baby, Fly) i NBC detektiv-serien Johnny Staccato. Hun optrådte også i en episode af NBCs western-serie Riverboat med Darren McGavin og ABC eventyrserien The Islanders, der finder sted det sydlige Stillehav. Rowlands fik sin filmdebut i The High Cost of Loving i 1958.

### Cassavetes era (1968–1984)
Rowlands og Cassavetes indspillede ti film sammen: A Child Is Waiting (1963), Ansigter (1968), De urørlige (1969), Minnie og Moskowitz (1971), En kvinde under indflydelse (1974; Nominering til Oscar for bedste kvindelige hovedrolle), To minutters frist (1976), Opening Night (1977), Gloria (1980; Nominering til Oscar for bedste kvindelige hovedrolle), Storm (1982) og Love Streams (1984).
Ifølge Boston University filmforsker Ray Carney, forsøgte Rowlands at undertrykke en tidlig version af Cassavetes' første film, Shadows, som Carney siger, at han genopdagede efter årtiers søgning. Rowlands blev også involveret i screeningen af Ægtemænd og Love Streams, ifølge Carney. UCLA Film and Television Archive overværede en restaurering af Ægtemænd, da den blev beskåret (uden Cassavetes' samtykke og i strid med sin kontrakt) af Columbia Pictures flere måneder efter udgivelsen i et forsøg på at genoprette så meget af det fjernede indhold som muligt. På Rowlands anmodning oprettede UCLA et alternativt tryk med næsten ti minutter af indhold klippet ud, da Rowlands følte, at disse scener var i dårlig smag. Det alternative print er den eneste, der er stillet til rådighed for udlejning.

### Sen karriere
I 1985 spillede Rowlands moren i den kritikerroste tv-film En Early Frost. Hun vandt en Emmy for hendes skildring af den tidligere førstedame i USA Betty Ford i tv-filmen The Betty Ford Story fra 1987.
I 1988 medvirkde Rowlands i Woody Allens dramafilm En anden kvinde. Hun spillede Marion Post, en middelalderlig professor, der bliver kastet ind i en rejse i selvopdagelse, da hun overhører terapisessioner af en anden kvinde (Mia Farrow). Anmeldelsen i Time Out beskrev karakterens udvikling: "Marion kommer til at tænke og er rystet over at indse, at så mange antagelser om sit eget liv og ægteskab er stort set ubegrundet: i sit ønske om en kontrolleret eksistens har hun undgået den følelsesmæssige sandhed om relationer med sin bedste ven (Sandy Dennis), bror (Harris Yulin) og mand (Ian Holm). " Time Out priste de "fantastiske" forestillinger i filmen og tilføjede, at "Rowlands 'perfekt anskuerede tilgang til en krævende rolle er særdeles fantastisk." Film4 kaldte hendes præstation "sublim", mens Roger Ebert bemærkede, at den markerede en betydelig ændring i tone fra hendes arbejde med Cassavetes, og viser således "hvor god en skuespiller Rowlands har været hele tiden."
I 2002 optrådte Rowlands i Mira Nairs HBO-film Hysterical Blindness, som hun vandt sin tredje Emmy for. Hun medvirkede i The Notebook i 2004, som blev instrueret af hendes søn Nick Cassavetes. Samme år vandt hun sin første Daytime Emmy, for sin rolle som fru Evelyn Ritchie i The Incredible Mrs. Ritchie. I 2005 optrådte hun overfor Kate Hudson, Peter Sarsgaard og John Hurt i den gotiske thriller The Skeleton Key.
I 2007 spillede hun en birolle overfor Parker Posey og Melvil Poupaud i Broken English; en independent amerikansk spillefilm skrevet og instrueret af sin datter Zoe Cassavetes. I 2009 optrådte hun på en episode af Monk (Mr. Monk og Lady Next Door). Den 2. marts 2010 optrådte hun i en episode af NCIS som hovedkarakter Leroy Jethro Gibbs tidligere svigermor, der er involveret i en mordundersøgelse. I 2014 medvirkede hun i filmatiseringen af Six Dance Lessons in Six Weeks.

## Privatliv
Rowlands var gift med John Cassavetes fra 9. april 1954, indtil hans død den 3. februar 1989. De mødtes på American Academy i Carnegie Hall, hvor de begge var studerende. De fik tre børn, alle skuespillere: Nick, Alexandra og Zoe. Rowlands ægtede den pensionerede forretningsmand Robert Forrest i 2001.
Rowlands har udtalt, at hun var en stor fan af skuespiller Bette Davis, da hun voksede op. Hun spillede Davis' datter i Strangers.

## Priser
Rowlands er blevet nomineret til to Oscars, otte Emmy Awards, en Daytime Emmy, otte Golden Globes, tre Satellit Awards, og en SAG Award. Nogle af hendes bemærkelsesværdige gevinster er en Sølvbjørnen for bedste kvindelige hovedrolle; Tre Emmy Awards og One Daytime Emmy; to Golden Globes; To National Board of Review Awards; to Satellite Awards; Og en pris San Sebastián.
I januar 2015 blev Rowlands præsenteret med en Life Achievement Award fra Los Angeles Film Critics Association. Til 2015 Governors Awards modtog hun en Æres-Oscar. Pressemeddelelsen beskrev Rowland som "et originalt talent", hvis "hengivenhed til hendes håndværk har tjent hendes verdensomspændende anerkendelse som et uafhængigt filmikon".

## Filmografi
| År   | Titel                                                       | Rolle                       | Noter |
| ---- | ----------------------------------------------------------- | --------------------------- | --- |
| 1958 | The High Cost of Loving                                     | Jenny Fry                   | |
| 1959 | Shadows                                                     | Woman in Nightclub Audience | Ukrediteret |
| 1959 | Laramie - The Run to Tumavaca                               | Laurel DeWalt               | |
| 1962 | Lonely Are the Brave                                        | Jerry Bondi                 | |
| 1962 | Junglelægen                                                 | Els                         | |
| 1963 | A Child is Waiting                                          | Sophie Widdicombe Benham    | |
| 1967 | Tony Rome                                                   | Rita Kosterman              | |
| 1968 | Ansigter                                                    | Jeannie Rapp                | |
| 1969 | De uovervindelige                                           | Rosemary Scott              | Også kendt som Gli intoccabili |
| 1971 | Minnie og Moskowitz                                         | Minnie Moore                | |
| 1974 | En kvinde under indflydelse                                 | Mabel Longhetti             | Golden Globe Award for Bedste kvindelige skuespiller– DramaKansas City Film Critics Circle Award for Best Actress National Board of Review Award for Best Actress San Sebastián International Film Festival Prize for Best Actress Nomineret — Oscar for bedste kvindelige hovedrolle |
| 1975 | Columbo: Playback                                           | Elizabeth Van Wick          | |
| 1976 | Two-Minute Warning                                          | Janet                       | |
| 1977 | Opening Night                                               | Myrtle Gordon               | Sølvbjørnen for Bedste kvindelige skuespillerNomineret — Golden Globe Award for Best Actress – Motion Picture Drama |
| 1978 | Av, et kup!                                                 | Mary Pino                   | |
| 1978 | A Question of Love                                          | Linda Ray Guettner          | |
| 1979 | Strangers: The Story of a Mother and Daughter               | Abigail Mason               | |
| 1980 | Gloria                                                      | Gloria Swenson              | Boston Society of Film Critics Award for Best Actress Nomineret — Oscar for bedste kvindelige hovedrolle Nomineret — Golden Globe Award for Bedste kvindelige skuespiller – Drama |
| 1982 | Storm                                                       | Antonia Dimitrius           | |
| 1982 | Faerie Tale Theatre                                         | The Witch                   | Sæson 2 Episode: Rapunzel |
| 1983 | Thursday's Child                                            | Victoria Alden              | Nomineret — Golden Globe Award for Bedst kvindelige skuespiller – Miniserie eller TV-film |
| 1984 | Love Streams                                                | Sarah Lawson                | Nastro d'Argento for Bedste udenlandske kvindelige skuespiller |
| 1985 | An Early Frost                                              | Katherine Pierson           | Nomineret — Primetime Emmy Award for Outstanding Lead Actress – Miniseries or a Movie Nomineret — Golden Globe Award for Best Actress – Miniseries or Television Film |
| 1987 | Light of Day                                                | Jeanette Rasnick            | |
| 1987 | The Betty Fors Story                                        | Betty Ford                  | Primetime Emmy Award for Outstanding Lead Actress – Miniseries or a Movie Golden Globe Award for Best Actress – Miniseries or Television Film |
| 1988 | Another Woman                                               | Marion Post                 | |
| 1989 | I'm Almost Not Crazy: John Cassavetes, the Man and His Work | Herself                     | |
| 1990 | Hollywood Mavericks                                         | Herself                     | |
| 1991 | Once Around                                                 | Marilyn Bella               | |
| 1991 | Night on Earth                                              | Victoria Snelling           | |
| 1991 | Ted & Venus                                                 | Mrs. Turner                 | |
| 1991 | Face of a Stranger                                          | Pat Foster                  | Emmy Award for Outstanding Lead Actress – Miniseries or a Movie |
| 1992 | Crazy in Love                                               | Honora Swift                | Nominated — Golden Globe Award for Best Actress – Miniseries or Television Film |
| 1993 | Silent Cries                                                | Peggy Sutherland            | |
| 1993 | Anything for John                                           | Herself                     | |
| 1994 | Parallel Lives                                              | Francie Pomerantz           | |
| 1995 | Something to Talk About                                     | Georgia King                | |
| 1995 | The Neon Bible                                              | Mae Morgan                  | |
| 1996 | Unhook the Stars                                            | Mildred 'Millie' Hawks      | Nomineret — Screen Actors Guild Award for Outstanding Performance by a Female Actor in a Leading Role |
| 1997 | She's So Lovely                                             | Miss Jane Green             | |
| 1998 | Paulie                                                      | Ivy                         | |
| 1998 | Hope Floats                                                 | Ramona Calvert              | Lone Star Film & Television Award for Best Supporting Actress |
| 1998 | Den frygtløse                                               | Gram                        | |
| 1998 | Playing by Heart                                            | Hannah                      | |
| 1999 | The Weekend                                                 | Laura Ponti                 | Nomineret — Seattle International Film Festival Citation of Excellence for Ensemble Cast Performance |
| 2000 | Light Keeps Me Company                                      | Herself – interviewee       | |
| 2000 | The Color of Love: Jacey's Story                            | Georgia Porter              | Nomineret — Primetime Emmy Award for Outstanding Lead Actress – Miniseries or a Movie Nomineret — Satellite Award for Best Actress – Miniseries or Television Film |
| 2001 | Wild Iris                                                   | Minnie Brinn                | Nomineret — Emmy Award for Outstanding Lead Actress – Miniseries or a Movie |
| 2002 | Charms for the Easy Life                                    | Ms. Charlie Kate            | |
| 2003 | Broadway: The Golden Age, by the Legends Who Were There     | Herself                     | |
| 2003 | Hysterical Blindness                                        | Virginia Miller             | Primetime Emmy Award for Outstanding Supporting Actress – Miniseries or a Movie Nominated — Golden Globe Award for Best Supporting Actress – Series, Miniseries or Television Film |
| 2004 | The Incredible Mrs. Ritchie                                 | Evelyn Ritchie              | Daytime Emmy Award for Outstanding Performer in a Children/Youth/Family Special |
| 2004 | Taking Lives                                                | Mrs. Asher                  | |
| 2004 | The Notebook                                                | Old Allie Calhoun           | Satellite Award for Best Supporting Actress - Motion Picture |
| 2005 | The Skeleton Key                                            | Violet Devereaux            | Nominated — Saturn Award for Best Supporting Actress |
| 2006 | Paris, je t'aime                                            | Gena                        | (segment "Quartier Latin") |
| 2007 | Broken English                                              | Vivien Wilder-Mann          | |
| 2007 | Persepolis                                                  | Marjane's grandmother       | Stemmerolle, Engelsk dubbet version |
| 2007 | What If God Were the Sun?                                   | Melissa Eisenbloom          | Nomineret — Primetime Emmy Award for Outstanding Lead Actress – Miniseries or a Movie Nomineret — Screen Actors Guild Award for Outstanding Performance by a Female Actor in a Miniseries or Television Movie                                                                         |
| 2009 | Monk                                                        | Marge Johnson               | Nomineret – Primetime Emmy Award for Outstanding Guest Actress in a Comedy Series |
| 2010 | NCIS                                                        | Joann Fielding              | |
| 2011 | Olive                                                       | Tess M Powell               | |
| 2012 | Yellow                                                      | Mimi                        | |
| 2013 | Parts Per Billion                                           | Esther                      | |
| 2014 | Six Dance Lessons in Six Weeks                              | Lily Harrison               | |